# Nannocyrtopogon nigricolor
Nannocyrtopogon nigricolor là một loài ruồi trong họ Asilidae. Nannocyrtopogon nigricolor được Coquillett miêu tả năm 1904. Loài này phân bố ở vùng Tân Bắc giới.